# 布呂歇爾鞋

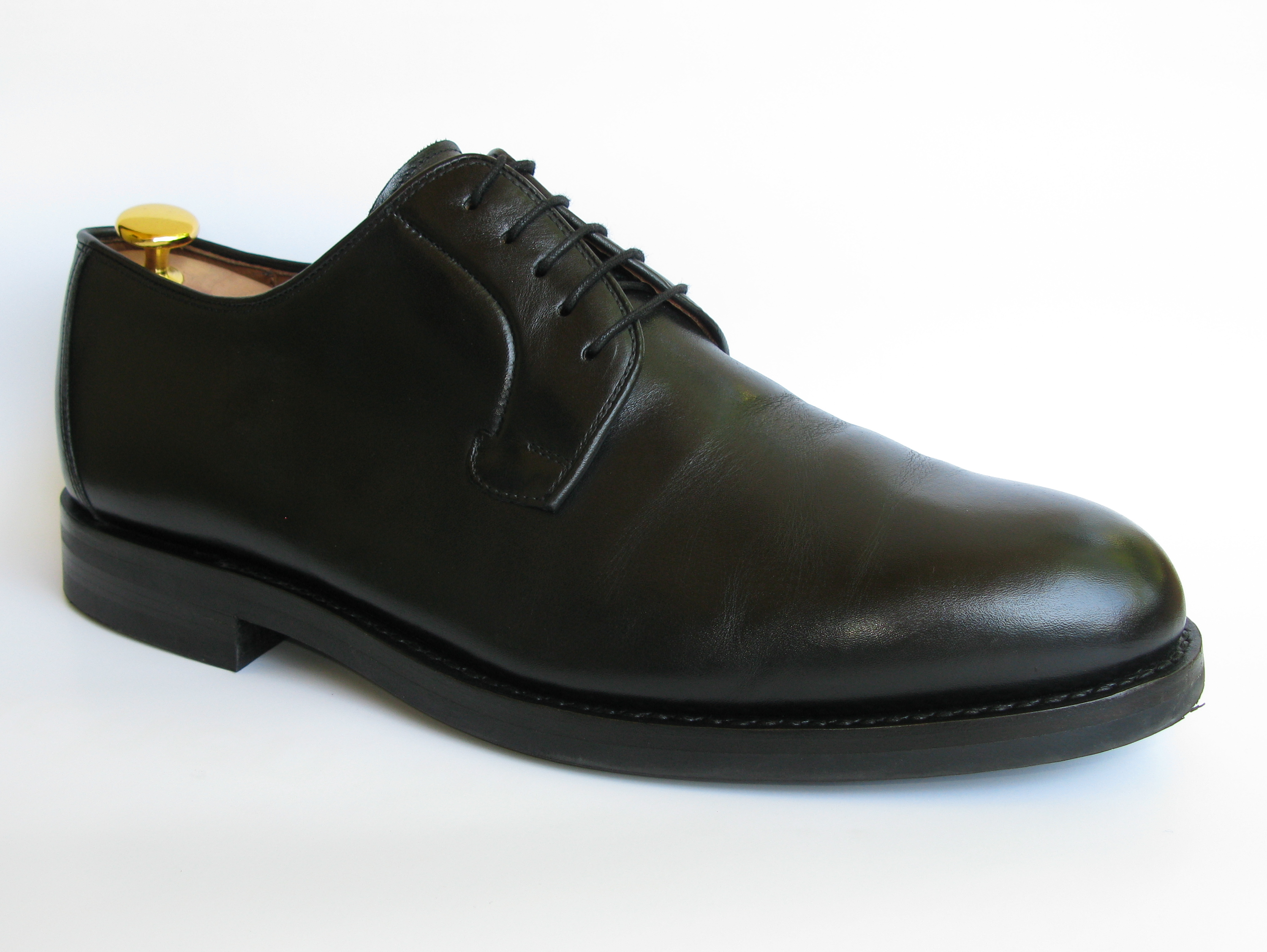
布呂歇爾鞋

布呂歇爾鞋（blucher）是皮鞋的一種，和德比鞋類似，皮鞋表面為單層皮。「布呂歇爾鞋」這一名稱來自於19世紀普魯士軍人格布哈德·列博萊希特·馮·布呂歇爾，此後這一設計被歐洲各地軍人接受。